# Таурази
Таура̀зи (на италиански: Taurasi) е село и община в Южна Италия, провинция Авелино, регион Кампания. Разположено е на 398 m надморска височина. Населението на общината е 2485 души (към 2011 г.).